# Major League Soccer 2012
La Major League Soccer 2012 è stata la diciassettesima edizione del campionato di calcio nordamericano, iniziata il 10 marzo 2012 e conclusa il 1º dicembre 2012.
Hanno partecipato per la prima volta al campionato i canadesi del Montréal Impact, portando il numero di partecipanti a 19.

## Formula
Le squadre sono divise in due conference, la “Western Conference” e la “Eastern Conference”, in base alla loro posizione geografica.
Lo svolgimento del torneo avviene in due fasi. La prima fase è la stagione regolare. Il campionato non si svolge con la formula dell'andata e ritorno ma ogni club incontra gli altri un numero variabile di volte: nel 2012 ogni squadra incontra una volta le squadre dell'altra conference, due volte quelle della propria conference, una in casa e una fuori, più una terza volta alcune squadre della propria conference fino ad arrivare a un totale di 34 partite, 17 in casa e 17 fuori. Vengono assegnati tre punti per ogni vittoria e un punto per ogni pareggio.
Invariati rispetto alla stagione precedente i criteri per accedere ai play-off per il titolo: le prime tre squadre di ogni conference si qualificano direttamente, mentre la quarta e la quinta disputano uno spareggio in partita secca. Vengono disputati incontri di andata e ritorno nei quarti di finale e nelle semifinali, mentre la finale è in gara unica e si disputa sul campo della formazione meglio piazzatasi nel corso della stagione regolare.
Similmente alle altre grandi leghe americane di sport professionistici, non è prevista alcuna retrocessione né promozione.
Si qualificano alla CONCACAF Champions League la vincitrice della MLS Cup, la vincitrice del Supporters' Shield (cioè la squadra con più punti al termine della stagione regolare) e l'altra finalista dei play-off. A queste si aggiunge la vincitrice della coppa nazionale, la Lamar Hunt U.S. Open Cup. Se una squadra occupa più di una di queste posizioni si scorre la classifica della stagione regolare fino alla prima non qualificata. Stesso procedimento se una posizione utile è occupata da una squadra canadese, visto che queste ultime si qualificano alla Champions League tramite il Canadian Championship.

## Squadre partecipanti
| Club                | Stagione | Città          | Stadio                                                        | Stagione 2011                                                |
| ------------------- | -------- | -------------- | ------------------------------------------------------------- | ------------------------------------------------------------ |
| Chicago Fire        | dettagli | Chicago        | Toyota Park (Bridgeview)                                      | 6º nella Eastern Conference                                  |
| Chivas USA          | dettagli | Los Angeles    | The Home Depot Center (Carson)                                | 8º nella Western Conference                                  |
| Colorado Rapids     | dettagli | Denver         | Dick's Sporting Goods Park (Commerce City)                    | 5º nella Western Conference                                  |
| Columbus Crew       | dettagli | Columbus       | Columbus Crew Stadium                                         | 4º nella Eastern Conference                                  |
| FC Dallas           | dettagli | Dallas         | FC Dallas Stadium (Frisco)                                    | 4º nella Western Conference                                  |
| D.C. United         | dettagli | Washington     | RFK Stadium                                                   | 7º nella Eastern Conference                                  |
| Houston Dynamo      | dettagli | Houston        | BBVA Compass Stadium                                          | 2ª nella Eastern Conference                                  |
| LA Galaxy           | dettagli | Los Angeles    | The Home Depot Center (Carson)                                | Vincitore del MLS Supporters' Shield Vincitore della MLS Cup |
| Montréal Impact     | dettagli | Montréal       | Stade Saputo (dal 16/06) Stadio Olimpico (dal 10/03 al 23/05) | Esordiente                                                   |
| N.E. Revolution     | dettagli | Foxborough     | Gillette Stadium                                              | 9º nella Eastern Conference                                  |
| N.Y. Red Bulls      | dettagli | New York       | Red Bull Arena (Harrison, NJ)                                 | 5º nella Eastern Conference                                  |
| Philadelphia Union  | dettagli | Filadelfia     | PPL Park (Chester)                                            | 3º nella Eastern Conference                                  |
| Portland Timbers    | dettagli | Portland       | Jeld-Wen Field                                                | 6º nella Western Conference                                  |
| Real Salt Lake      | dettagli | Salt Lake City | Rio Tinto Stadium (Sandy)                                     | 3º nella Western Conference                                  |
| S.J. Earthquakes    | dettagli | San Jose       | Buck Shaw Stadium (Santa Clara)                               | 7º nella Western Conference                                  |
| Seattle Sounders    | dettagli | Seattle        | CenturyLink Field                                             | 2º nella Western Conference                                  |
| Sporting K.C.       | dettagli | Kansas City    | Livestrong Sporting Park                                      | 1º nella Eastern Conference                                  |
| Toronto FC          | dettagli | Toronto        | BMO Field                                                     | 8º nella Eastern Conference                                  |
| Vancouver Whitecaps | dettagli | Vancouver      | BC Place                                                      | 9º nella Western Conference                                  |

### Allenatori
| Club                | Allenatore                                                     |
| ------------------- | -------------------------------------------------------------- |
| Chicago Fire        | Frank Klopas                                                   |
| Chivas USA          | Robin Fraser                                                   |
| Colorado Rapids     | Óscar Pareja                                                   |
| Columbus Crew       | Robert Warzycha                                                |
| D.C. United         | Ben Olsen                                                      |
| FC Dallas           | Schellas Hyndman                                               |
| Houston Dynamo      | Dominic Kinnear                                                |
| LA Galaxy           | Bruce Arena                                                    |
| Montréal Impact     | Jesse Marsch                                                   |
| N.E. Revolution     | Jay Heaps                                                      |
| N.Y. Red Bulls      | Hans Backe                                                     |
| Philadelphia Union  | Piotr Nowak (fino al 13 giugno) John Hackworth (dal 13 giugno) |
| Portland Timbers    | John Spencer (fino al 9 luglio) Gavin Wilkinson (dal 9 luglio) |
| Real Salt Lake      | Jason Kreis                                                    |
| S.J. Earthquakes    | Frank Yallop                                                   |
| Seattle Sounders    | Sigi Schmid                                                    |
| Sporting K.C.       | Peter Vermes                                                   |
| Toronto FC          | Aron Winter (fino al 7 giugno) Paul Mariner (dal 7 giugno)     |
| Vancouver Whitecaps | Martin Rennie                                                  |

## Classifiche Regular Season

### Eastern Conference
|  | Pos. | Squadra            | Pt | G  | V  | N  | P  | GF | GS | DR  |
|  | ---- | ------------------ | -- | -- | -- | -- | -- | -- | -- | --- |
|  | 1.   | Sporting K.C.      | 63 | 34 | 18 | 9  | 7  | 42 | 27 | +15 |
|  | 2.   | D.C. United        | 58 | 34 | 17 | 7  | 10 | 53 | 43 | +10 |
|  | 3.   | N.Y. Red Bulls     | 57 | 34 | 16 | 9  | 9  | 57 | 46 | +11 |
|  | 4.   | Chicago Fire       | 57 | 34 | 17 | 6  | 11 | 46 | 41 | +5  |
|  | 5.   | Houston Dynamo     | 53 | 34 | 14 | 11 | 9  | 48 | 41 | +7  |
|  | 6.   | Columbus Crew      | 52 | 34 | 15 | 7  | 12 | 44 | 44 | 0   |
|  | 7.   | Montréal Impact    | 42 | 34 | 12 | 6  | 16 | 45 | 51 | -6  |
|  | 8.   | Philadelphia Union | 36 | 34 | 10 | 6  | 18 | 37 | 45 | -8  |
|  | 9.   | N.E. Revolution    | 35 | 34 | 9  | 8  | 17 | 39 | 44 | -5  |
|  | 10.  | Toronto FC         | 23 | 34 | 5  | 8  | 21 | 36 | 62 | -26 |

Legenda:

      Ammesse alle semifinali di Conference dei Play-off
      Ammesse al primo turno dei Play-off

### Western Conference
|  | Pos. | Squadra             | Pt | G  | V  | N  | P  | GF | GS | DR  |
|  | ---- | ------------------- | -- | -- | -- | -- | -- | -- | -- | --- |
|  | 1.   | S.J. Earthquakes    | 66 | 34 | 19 | 9  | 6  | 72 | 43 | +29 |
|  | 2.   | Real Salt Lake      | 57 | 34 | 17 | 6  | 11 | 46 | 35 | +11 |
|  | 3.   | Seattle Sounders    | 56 | 34 | 15 | 11 | 8  | 51 | 33 | +18 |
|  | 4.   | LA Galaxy           | 54 | 34 | 16 | 6  | 12 | 59 | 47 | +12 |
|  | 5.   | Vancouver Whitecaps | 43 | 34 | 11 | 10 | 13 | 35 | 41 | -6  |
|  | 6.   | FC Dallas           | 39 | 34 | 9  | 12 | 13 | 42 | 47 | -5  |
|  | 7.   | Colorado Rapids     | 37 | 34 | 11 | 4  | 19 | 44 | 50 | -6  |
|  | 8.   | Portland Timbers    | 34 | 34 | 8  | 10 | 16 | 34 | 56 | -22 |
|  | 9.   | Chivas USA          | 30 | 34 | 7  | 9  | 18 | 24 | 58 | -34 |

Legenda:

      Ammesse alle semifinali di Conference dei Play-off
      Ammesse al primo turno dei Play-off

### Classifica generale
|  | Pos. | Squadra             | Pt | G  | V  | N  | P  | GF | GS | DR  |
|  | ---- | ------------------- | -- | -- | -- | -- | -- | -- | -- | --- |
|  | 1.   | S.J. Earthquakes    | 66 | 34 | 19 | 9  | 6  | 72 | 43 | +29 |
|  | 2.   | Sporting K.C.       | 63 | 34 | 18 | 9  | 7  | 42 | 27 | +15 |
|  | 3.   | D.C. United         | 58 | 34 | 17 | 7  | 10 | 53 | 43 | +10 |
|  | 4.   | N.Y. Red Bulls      | 57 | 34 | 16 | 9  | 9  | 57 | 46 | +11 |
|  | 5.   | Real Salt Lake      | 57 | 34 | 17 | 6  | 11 | 46 | 35 | +11 |
|  | 6.   | Chicago Fire        | 57 | 34 | 17 | 6  | 11 | 46 | 41 | +5  |
|  | 7.   | Seattle Sounders    | 56 | 34 | 15 | 11 | 8  | 51 | 33 | +18 |
|  | 8.   | LA Galaxy           | 54 | 34 | 16 | 6  | 12 | 59 | 47 | +12 |
|  | 9.   | Houston Dynamo      | 53 | 34 | 14 | 11 | 9  | 48 | 41 | +7  |
|  | 10.  | Columbus Crew       | 52 | 34 | 15 | 7  | 12 | 44 | 44 | 0   |
|  | 11.  | Vancouver Whitecaps | 43 | 34 | 11 | 10 | 13 | 35 | 41 | -6  |
|  | 12.  | Montréal Impact     | 42 | 34 | 12 | 6  | 16 | 45 | 51 | -6  |
|  | 13.  | FC Dallas           | 39 | 34 | 9  | 12 | 13 | 42 | 47 | -5  |
|  | 14.  | Colorado Rapids     | 37 | 34 | 11 | 4  | 19 | 44 | 50 | -6  |
|  | 15.  | Philadelphia Union  | 36 | 34 | 10 | 6  | 18 | 37 | 45 | -8  |
|  | 16.  | N.E. Revolution     | 35 | 34 | 9  | 8  | 17 | 39 | 44 | -5  |
|  | 17.  | Portland Timbers    | 34 | 34 | 8  | 10 | 16 | 34 | 56 | -22 |
|  | 18.  | Chivas USA          | 30 | 34 | 7  | 9  | 18 | 24 | 59 | -34 |
|  | 19.  | Toronto FC          | 23 | 34 | 5  | 8  | 21 | 36 | 62 | -26 |

Legenda:

      Toronto FC qualificato alla CONCACAF Champions League 2012-2013 perché vincitore del Canadian Championship 2012
      Qualificate alla CONCACAF Champions League 2013-2014:
- L.A. Galaxy vincitore della MLS
- S.J. Earthquakes vincitori del Supporters' Shield
- Houston Dynamo finalista dei Play-off
- Sporting K.C. vincitore della U.S. Open Cup 2012

In caso di arrivo a pari punti:
1. Differenza reti;
2. Gol fatti;
3. Minor numero di punti disciplinari nella League Fair Play table Archiviato il 10 agosto 2012 in Internet Archive.;
4. Differenza reti in trasferta;
5. Gol fatti in trasferta;
6. Differenza reti in casa;
7. Gol fatti in casa;
8. Lancio della moneta (2 squadre) o estrazione a sorte (3 o più squadre).

## Risultati
Leggendo per riga si avranno i risultati casalinghi della squadra indicata in prima colonna, mentre leggendo per colonna si avranno i risultati in trasferta della squadra in prima riga.

### Eastern Conference
|                    | CHI | CLB | DCU | HOU | MTL | NER | NYR | PHI | SKC | TOR |  | CHI | CLB | DCU | HOU | MTL | NER | NYR | PHI | SKC | TOR |
| ------------------ | --- | --- | --- | --- | --- | --- | --- | --- | --- | --- |  | --- | --- | --- | --- | --- | --- | --- | --- | --- | --- |
| Chicago Fire       |     | 2-1 | 1-1 | 1-1 | 3-1 | 2-1 | 3-1 | 1-0 | 2-1 | 2-1 |  |     | 2-1 |     | 3-1 |     |     |     | 1-3 |     |     |
| Columbus Crew      | 2-1 |     | 1-0 | 2-2 | 2-0 | 4-3 | 1-4 | 3-2 | 0-2 | 2-1 |  |     |     |     |     | 2-1 |     |     |     | 1-1 | 2-1 |
| D.C. United        | 4-2 | 1-0 |     | 3-2 | 1-1 | 3-2 | 4-1 | 1-1 | 0-1 | 3-1 |  |     | 3-2 |     |     | 3-0 | 2-1 | 2-2 |     |     |     |
| Houston Dynamo     | 0-0 | 2-2 | 1-0 |     | 3-0 | 2-0 | 2-0 | 2-1 | 2-1 | 3-3 |  |     |     | 4-0 |     | 1-1 |     |     | 3-1 |     | 1-1 |
| Montréal Impact    | 1-1 | 2-1 | 3-0 | 4-2 |     | 2-1 | 1-2 | 2-0 | 1-3 | 2-1 |  |     |     |     |     |     | 0-1 | 3-1 |     | 0-0 | 0-3 |
| N.E. Revolution    | 2-0 | 0-0 | 1-2 | 2-2 | 0-1 |     | 2-0 | 0-0 | 0-1 | 0-1 |  | 1-0 | 2-0 |     |     |     |     | 1-1 |     |     |     |
| N.Y. Red Bulls     | 1-0 | 3-1 | 3-2 | 1-0 | 5-2 | 1-0 |     | 2-0 | 0-2 | 4-1 |  | 0-2 |     |     | 2-0 |     |     |     |     | 0-0 |     |
| Philadelphia Union | 1-3 | 1-0 | 0-1 | 3-1 | 2-1 | 2-1 | 2-3 |     | 4-0 | 3-0 |  |     | 1-2 | 0-1 |     |     | 1-0 | 0-3 |     |     |     |
| Sporting K.C.      | 0-1 | 1-2 | 2-1 | 0-0 | 0-2 | 3-0 | 1-1 | 2-1 |     | 2-0 |  | 2-0 |     |     | 1-1 |     | 0-0 |     |     |     | 2-1 |
| Toronto FC         | 2-3 | 0-1 | 0-2 | 0-2 | 0-0 | 2-2 | 1-1 | 1-0 | 0-1 |     |  | 1-2 |     | 0-1 |     |     |     |     | 1-1 |     |     |

### Western Conference
|                     | CHV | COL | DAL | LAG | POR | RSL | SJE | SEA | VAN |  | CHV | COL | DAL | LAG | POR | RSL | SJE | SEA | VAN |
| ------------------- | --- | --- | --- | --- | --- | --- | --- | --- | --- |  | --- | --- | --- | --- | --- | --- | --- | --- | --- |
| Chivas USA          |     | 0-2 | 1-1 | 1-0 | 1-0 | 0-3 | 0-2 | 1-1 | 0-1 |  |     |     |     | 0-4 |     | 0-4 |     | 2-6 | 0-0 |
| Colorado Rapids     | 4-0 |     | 1-2 | 1-2 | 3-0 | 1-0 | 1-2 | 1-2 | 0-1 |  | 1-1 |     |     | 1-1 | 3-0 |     | 1-4 |     |     |
| FC Dallas           | 0-0 | 0-2 |     | 0-1 | 1-1 | 1-1 | 0-0 | 0-2 | 1-0 |  | 2-2 | 3-2 |     |     | 5-0 |     |     | 1-1 |     |
| LA Galaxy           | 3-1 | 2-0 | 1-1 |     | 3-1 | 1-3 | 2-3 | 1-0 | 3-0 |  |     |     | 2-0 |     | 1-0 | 1-2 |     |     | 2-0 |
| Portland Timbers    | 1-2 | 1-0 | 1-1 | 3-5 |     | 2-3 | 2-1 | 2-1 | 1-1 |  | 0-1 |     |     |     |     |     | 1-1 | 1-1 | 2-1 |
| Real Salt Lake      | 0-1 | 2-0 | 3-2 | 2-3 | 3-0 |     | 1-2 | 0-0 | 2-1 |  |     | 2-0 | 1-2 |     | 2-1 |     |     |     | 0-0 |
| S.J. Earthquakes    | 1-1 | 4-1 | 2-1 | 4-3 | 2-2 | 3-1 |     | 2-1 | 3-1 |  | 4-0 |     | 3-3 | 2-2 |     | 5-0 |     |     |     |
| Seattle Sounders    | 2-1 | 1-0 | 3-1 | 2-0 | 3-0 | 0-1 | 0-1 |     | 2-0 |  |     | 2-1 |     | 4-0 |     | 0-0 | 1-2 |     |     |
| Vancouver Whitecaps | 4-0 | 1-0 | 1-0 | 2-2 | 0-1 | 2-1 | 2-1 | 2-2 |     |  |     | 2-2 | 0-2 |     |     |     | 2-1 | 0-0 |     |

### Inter-conference
|                     | CHI | CHV | COL | CLB | DAL | DCU | HOU | LAG | MTL | NER | NYR | PHI | POR | RSL | SJE | SEA | SKC | TOR | VAN |
| ------------------- | --- | --- | --- | --- | --- | --- | --- | --- | --- | --- | --- | --- | --- | --- | --- | --- | --- | --- | --- |
| Chicago Fire        |     |     |     |     | 2-1 |     |     | 0-2 |     |     |     |     |     | 0-0 |     | 1-2 |     |     | 1-0 |
| Chivas USA          | 1-2 |     |     |     |     |     | 0-1 |     | 2-1 |     |     | 0-1 |     |     |     |     | 0-1 |     |     |
| Colorado Rapids     | 2-0 |     |     | 2-0 |     |     | 2-0 |     | 3-2 |     |     |     |     |     |     |     | 2-2 |     |     |
| Columbus Crew       |     | 1-0 |     |     | 2-1 |     |     | 1-1 |     |     |     |     |     | 2-0 |     |     |     |     | 0-1 |
| FC Dallas           |     |     |     |     |     |     |     |     | 2-1 | 1-0 | 2-1 | 1-1 |     |     |     |     |     | 1-1 |     |
| D.C. United         |     | 1-0 | 2-0 |     | 4-1 |     |     |     |     |     |     |     |     |     |     | 0-0 |     |     |     |
| Houston Dynamo      |     |     |     |     | 2-1 |     |     | 2-1 |     |     |     |     | 0-0 | 1-0 |     |     |     |     |     |
| LA Galaxy           |     |     |     |     |     | 3-1 |     |     |     | 1-3 | 0-1 | 1-2 |     |     |     |     |     | 4-2 |     |
| Montréal Impact     |     |     |     |     |     |     |     | 1-1 |     |     |     |     | 2-0 |     | 3-1 | 4-1 |     |     |     |
| N.E. Revolution     |     | 3-3 | 2-1 |     |     |     |     |     |     |     |     |     | 1-0 |     |     | 2-2 |     |     | 4-1 |
| N.Y. Red Bulls      |     | 1-1 | 4-1 |     |     |     |     |     |     |     |     |     | 3-2 |     | 2-2 | 2-2 |     |     |     |
| Philadelphia Union  |     |     | 1-2 |     |     |     |     |     |     |     |     |     |     | 0-0 | 1-2 |     |     |     | 0-0 |
| Portland Timbers    | 2-1 |     |     | 0-0 |     | 1-1 |     |     |     |     |     | 3-1 |     |     |     |     | 1-0 |     |     |
| Real Salt Lake      |     |     |     |     |     | 1-0 |     |     | 1-0 | 2-1 | 2-0 |     |     |     |     |     |     | 3-2 |     |
| S.J. Earthquakes    | 1-1 |     |     | 1-1 |     | 5-3 | 0-1 |     |     | 1-0 |     |     |     |     |     |     |     |     |     |
| Seattle Sounders    |     |     |     | 0-2 |     |     | 2-0 |     |     |     |     | 1-0 |     |     |     |     | 1-1 | 3-1 |     |
| Sporting K.C.       |     |     |     |     | 2-1 |     |     | 1-0 |     |     |     |     |     | 1-0 | 2-1 |     |     |     |     |
| Toronto FC          |     | 0-1 | 2-1 |     |     |     |     |     |     |     |     |     | 2-2 |     | 0-3 |     |     |     | 3-2 |
| Vancouver Whitecaps |     |     |     |     |     | 0-0 | 3-1 |     | 2-0 |     | 1-1 |     |     |     |     |     | 1-3 |     |     |

Fonte: MLSsoccer.com Archiviato il 23 gennaio 2015 in Internet Archive.

## Play-off

### Tabellone
|  | Primo turno | Primo turno         | Primo turno |  |  | Semifinali di Conference | Semifinali di Conference | Semifinali di Conference | Semifinali di Conference |  |    | Finali di Conference | Finali di Conference | Finali di Conference | Finali di Conference |  |    | Finale MLS | Finale MLS     | Finale MLS |
|  |             |                     |             |  |  |                          |                          |                          |                          |  |    |                      |                      |                      |                      |  |    |            |                |            |
|  |             |                     |             |  |  | W2                       | Real Salt Lake           | 0                        | 0                        |  |    |                      |                      |                      |                      |  |    |            |                |            |
|  |             |                     |             |  |  | W2                       | Real Salt Lake           | 0                        | 0                        |  |    |                      |                      |                      |                      |  |    |            |                |            |
|  |             |                     |             |  |  | W3                       | Seattle Sounders         | 0                        | 1                        |  |    |                      |                      |                      |                      |  |    |            |                |            |
|  |             |                     |             |  |  | W3                       | Seattle Sounders         | 0                        | 1                        |  |    |                      |                      |                      |                      |  |    |            |                |            |
|  |             |                     |             |  |  |                          |                          |                          |                          |  |    |                      |                      |                      |                      |  |    |            |                |            |
|  |             |                     |             |  |  |                          |                          |                          |                          |  |    |                      |                      |                      |                      |  |    |            |                |            |
|  |             |                     |             |  |  |                          |                          |                          |                          |  | W3 | Seattle Sounders     | 0                    | 2                    |                      |  |    |            |                |            |
|  |             |                     |             |  |  |                          |                          |                          |                          |  | W3 | Seattle Sounders     | 0                    | 2                    |                      |  |    |            |                |            |
|  |             |                     |             |  |  |                          |                          |                          |                          |  |    | W4                   | LA Galaxy            | 3                    | 1                    |  |    |            |                |            |
|  |             |                     |             |  |  |                          |                          |                          |                          |  |    | W4                   | LA Galaxy            | 3                    | 1                    |  |    |            |                |            |
|  |             |                     |             |  |  |                          |                          |                          |                          |  |    |                      |                      |                      |                      |  |    |            |                |            |
|  |             |                     |             |  |  |                          |                          |                          |                          |  |    |                      |                      |                      |                      |  |    |            |                |            |
|  |             |                     |             |  |  | W1                       | S.J. Earthquakes         | 1                        | 1                        |  |    |                      |                      |                      |                      |  |    |            |                |            |
|  |             |                     |             |  |  |                          |                          |                          |                          |  |    |                      |                      |                      |                      |  |    |            |                |            |
|  |             |                     |             |  |  | W4                       | LA Galaxy                | 0                        | 3                        |  |    |                      |                      |                      |                      |  |    |            |                |            |
|  | W4          | LA Galaxy           | 2           |  |  |                          |                          |                          |                          |  |    |                      |                      |                      |                      |  |    |            |                |            |
|  | W4          | LA Galaxy           | 2           |  |  |                          |                          |                          |                          |  |    |                      |                      |                      |                      |  |    |            |                |            |
|  | W5          | Vancouver Whitecaps | 1           |  |  |                          |                          |                          |                          |  |    |                      |                      |                      |                      |  |    |            |                |            |
|  | W5          | Vancouver Whitecaps | 1           |  |  |                          |                          |                          |                          |  |    |                      |                      |                      |                      |  | W4 | LA Galaxy  | 3              |            |
|  |             |                     |             |  |  |                          |                          |                          |                          |  |    |                      |                      |                      |                      |  | W4 | LA Galaxy  | 3              |            |
|  |             |                     |             |  |  |                          |                          |                          |                          |  |    |                      |                      |                      |                      |  |    | E5         | Houston Dynamo | 1          |
|  |             |                     |             |  |  |                          |                          |                          |                          |  |    |                      |                      |                      |                      |  |    | E5         | Houston Dynamo | 1          |
|  |             |                     |             |  |  |                          |                          |                          |                          |  |    |                      |                      |                      |                      |  |    |            |                |            |
|  |             |                     |             |  |  |                          |                          |                          |                          |  |    |                      |                      |                      |                      |  |    |            |                |            |
|  |             |                     |             |  |  | E3                       | N.Y. Red Bulls           | 1                        | 0                        |  |    |                      |                      |                      |                      |  |    |            |                |            |
|  |             |                     |             |  |  | E3                       | N.Y. Red Bulls           | 1                        | 0                        |  |    |                      |                      |                      |                      |  |    |            |                |            |
|  |             |                     |             |  |  | E2                       | D.C. United              | 1                        | 1                        |  |    |                      |                      |                      |                      |  |    |            |                |            |
|  |             |                     |             |  |  | E2                       | D.C. United              | 1                        | 1                        |  |    |                      |                      |                      |                      |  |    |            |                |            |
|  |             |                     |             |  |  |                          |                          |                          |                          |  |    |                      |                      |                      |                      |  |    |            |                |            |
|  |             |                     |             |  |  |                          |                          |                          |                          |  |    |                      |                      |                      |                      |  |    |            |                |            |
|  |             |                     |             |  |  |                          |                          |                          |                          |  | E2 | D.C. United          | 1                    | 1                    |                      |  |    |            |                |            |
|  |             |                     |             |  |  |                          |                          |                          |                          |  | E2 | D.C. United          | 1                    | 1                    |                      |  |    |            |                |            |
|  |             |                     |             |  |  |                          |                          |                          |                          |  |    | E5                   | Houston Dynamo       | 3                    | 1                    |  |    |            |                |            |
|  |             |                     |             |  |  |                          |                          |                          |                          |  |    | E5                   | Houston Dynamo       | 3                    | 1                    |  |    |            |                |            |
|  |             |                     |             |  |  |                          |                          |                          |                          |  |    |                      |                      |                      |                      |  |    |            |                |            |
|  |             |                     |             |  |  |                          |                          |                          |                          |  |    |                      |                      |                      |                      |  |    |            |                |            |
|  |             |                     |             |  |  | E1                       | Sporting K.C.            | 0                        | 1                        |  |    |                      |                      |                      |                      |  |    |            |                |            |
|  |             |                     |             |  |  | E1                       | Sporting K.C.            | 0                        | 1                        |  |    |                      |                      |                      |                      |  |    |            |                |            |
|  |             |                     |             |  |  | E5                       | Houston Dynamo           | 2                        | 0                        |  |    |                      |                      |                      |                      |  |    |            |                |            |
|  | E4          | Chicago Fire        | 1           |  |  | E5                       | Houston Dynamo           | 2                        | 0                        |  |    |                      |                      |                      |                      |  |    |            |                |            |
|  | E4          | Chicago Fire        | 1           |  |  |                          |                          |                          |                          |  |    |                      |                      |                      |                      |  |    |            |                |            |
|  | E5          | Houston Dynamo      | 2           |  |  |                          |                          |                          |                          |  |    |                      |                      |                      |                      |  |    |            |                |            |
|  | E5          | Houston Dynamo      | 2           |  |  |                          |                          |                          |                          |  |    |                      |                      |                      |                      |  |    |            |                |            |

### Primo turno
| Arbitro: | Baldomero Toledo |

|          |           |                |
| Alex 83’ | Marcatori | 12’, 46’ Bruin |

| Arbitro: | Silviu Petrescu |

|                              |           |             |
| Magee 69’ Donovan 73’ (rig.) | Marcatori | 3’ Mattocks |

### Semifinali di Conference
Andata
| Seattle 2 novembre 2012, ore 19:00 UTC-8 | Seattle Sounders | 0 – 0 referto | Real Salt Lake | CenturyLink Field (34.941 spett.)\| Arbitro: \| Hilario Grajeda \| |
| Arbitro:                                 | Hilario Grajeda  |               |                |                                                                    |

| Arbitro: | Jair Marrufo |

|                   |           |                  |
| Miller 61’ (aut.) | Marcatori | 65’ (aut.) Hamid |

| Arbitro: | Edvin Jurisevic |

|                      |           |  |
| Moffat 18’ Bruin 75’ | Marcatori |  |

| Arbitro: | Ricardo Salazar |

|  |           |                 |
|  | Marcatori | 90+4’ Bernárdez |

Ritorno
| Arbitro: | Allen Chapman |

|             |           |  |
| Sinovic 64’ | Marcatori |  |

| Arbitro: | Mark Geiger |

|  |           |            |
|  | Marcatori | 88’ DeLeon |

| Arbitro: | Chris Penso |

|  |           |              |
|  | Marcatori | 81’ Martínez |

| Arbitro: | Kevin Stott |

|            |           |                          |
| Gordon 82’ | Marcatori | 21’, 34’ Keane 39’ Magee |

### Finali di Conference
Andata
| Arbitro: | Ricardo Salazar |

|                                     |           |            |
| Hainault 51’ Bruin 68’ Sarkodie 81’ | Marcatori | 27’ DeLeon |

| Arbitro: | Jair Marrufo |

|                            |           |  |
| Keane 45+1’, 67’ Magee 64’ | Marcatori |  |

Ritorno
| Arbitro: | Baldomero Toledo |

|              |           |            |
| Bošković 82’ | Marcatori | 33’ García |

| Arbitro: | Mark Geiger |

|                       |           |                  |
| Johnson 12’ Scott 57’ | Marcatori | 68’ (rig.) Keane |

### Finale MLS
| Arbitro: | Silviu Petrescu |

|                                                    |           |          |
| Gonzalez 60’ Donovan 65’ (rig.) Keane 90+4’ (rig.) | Marcatori | 44’ Carr |

## Statistiche

### Regular Season

#### Classifica marcatori
| Gol | Rigori |  | Giocatore         | Squadra          |
| --- | ------ |  | ----------------- | ---------------- |
| 27  | 5      |  | Chris Wondolowski | S.J. Earthquakes |
| 18  | 3      |  | Kenny Cooper      | N.Y. Red Bulls   |
| 17  | 3      |  | Álvaro Saborío    | Real Salt Lake   |
| 16  | 1      |  | Robbie Keane      | LA Galaxy        |
| 15  |        |  | Thierry Henry     | N.Y. Red Bulls   |
| 14  |        |  | Eddie Johnson     | Seattle Sounders |
| 13  |        |  | Fredy Montero     | Seattle Sounders |
| 13  |        |  | Alan Gordon       | S.J. Earthquakes |
| 12  | 1      |  | Chris Pontius     | D.C. United      |
| 12  |        |  | Will Bruin        | Houston Dynamo   |

Fonte:MLSsoccer.com

#### Record
Squadre
- Maggior numero di vittorie: S.J. Earthquakes (19)
- Minor numero di vittorie: Toronto FC (5)
- Maggior numero di pareggi: FC Dallas (12)
- Minor numero di pareggi: Colorado Rapids (4)
- Maggior numero di sconfitte: Toronto FC (21)
- Minor numero di sconfitte: S.J. Earthquakes (6)
- Miglior attacco: S.J. Earthquakes (72 gol fatti)
- Peggior attacco: Chivas USA (24 gol fatti)
- Miglior difesa: Sporting K.C. (27 gol subiti)
- Peggior difesa: Toronto FC (62 gol subiti)
- Miglior differenza reti: S.J. Earthquakes (+29)
- Peggior differenza reti: Chivas USA (-34)
- Miglior serie positiva: Sporting K.C. (12 risultati utili consecutivi)
- Peggior serie negativa: Toronto FC (9 risultati negativi consecutivi)

Partite
- Più gol (8): S.J. Earthquakes-D.C. United 5-3 (2 maggio), Portland Timbers-LA Galaxy 3-5 (14 luglio) e Chivas USA-Seattle Sounders 2-6 (25 agosto)
- Maggiore scarto di gol (5): S.J. Earthquakes-Real Salt Lake 5-0 (14 luglio) e FC Dallas-Portland Timbers 5-0 (21 luglio)

### Play-off

#### Classifica marcatori
| Gol | Rigori |  | Giocatore      | Squadra        |
| --- | ------ |  | -------------- | -------------- |
| 6   | 2      |  | Robbie Keane   | LA Galaxy      |
| 4   |        |  | Will Bruin     | Houston Dynamo |
| 3   |        |  | Mike Magee     | LA Galaxy      |
| 2   | 2      |  | Landon Donovan | LA Galaxy      |
| 2   |        |  | Nick DeLeon    | D.C. United    |

Fonte:MLSsoccer.com